# 嶋田菜々子
嶋田 菜々子（しまだ ななこ）は、日本の熟女系AV女優。

## 略歴
2006年、「嶋田菜々子」としてAVデビュー。

## 作品

### アダルトビデオ
2006年
- 熟れ専! Vol.19 中出○熟女 四十路の本能（2月1日、アカデミック）他出演:米倉志帆
- 母と息子の[近親相姦] 嶋田菜々子 44歳（2月13日、ルビー）[1]
- 向島老舗料亭女将中出し 嶋田菜々子（2月15日、ドリームステージ）[1]
- 熟女厳選ファイル2 熟せん。 嶋田菜々子（2月25日、ルビー）[1]
- 人妻喰いこみフィットネス（2月25日、マドンナ）他出演:倖田美梨、佐伯晴香、神崎美樹、吉村典子 * マダムの虎2 （3月25日、マドンナ）藤しおり、峰岸倫子
- 貴婦人中出し 嶋田菜々子（4月10日、ドリームステージ）[1]
- 完熟オナニー 3 私の淫らな姿を見て（4月22日、アカデミック）他出演:増尾彩、米倉志帆、青木美里、日野麻理子、青山愛、山田美奈子、刹那愛、常磐響子、南ももこ
- ママさんスイミング（6月25日、マドンナ）他出演:西本かつの、滝沢陽子、結城ひろみ
- 不倫妻 3（7月25日、マドンナ）他出演:藤しおり、宮下沙織
- 熟れ濡れ熟女中出し 八（9月20日、ドリームステージ）他出演:千野麗香、岡江由美子、京野ひろみ、西条芳恵、葉山杏子 (2006年9月20日、ドリームステージ)
- 働く叔母さん中出し総集編（9月30日、ドリームステージ） 小林みゆき、相田紀子、立花由貴 (2006年9月30日、ドリームステージ)
- コンビニの叔母さんに中出し!! 嶋田菜々子（12月21日、タカラ映像）

2007年
- 息子愛 近親相姦 23（1月18日、タカラ映像）
- 若く逞しいおち○ぽに狂わされた働くおばん 愛蔵版総集編 六の巻（4月19日、タカラ映像）他出演:椿美羚、保坂麻紀、小橋早苗、翔田千里、堀切さちえ、梅宮さちこ、平川奈美、津島早智、絹田美津

2008年
- むっちり熟女の中出し交尾 2（1月19日、若松映像）他出演:江藤知枝、篠和代、峰岸倫子、倉田みやび、高沢るみ
- 巨乳のオバさん達は、お熱いチンポがお好き。（2月25日、マドンナ）他出演:神崎美樹、水沢久美
- 熟れ専! 中出し熟女 BOX 5枚組（6月20日、アカデミック）他多数出演
- 母と息子の近親相姦 ベストコレクション 4時間（10月4日、AROUND）他出演:増田ゆり子、後藤寛子、相原優子、市川靖子、松木さやか、原早苗、楠本ゆかり、山崎美智子、里中亜矢子

2009年
- おばさんと…したい 2 AROUND（8月20日、AROUND）
- マドンナ2008年全291タイトル作品集 8時間 1980（8月25日、マドンナ）他多数出演